# Paul Schladoth

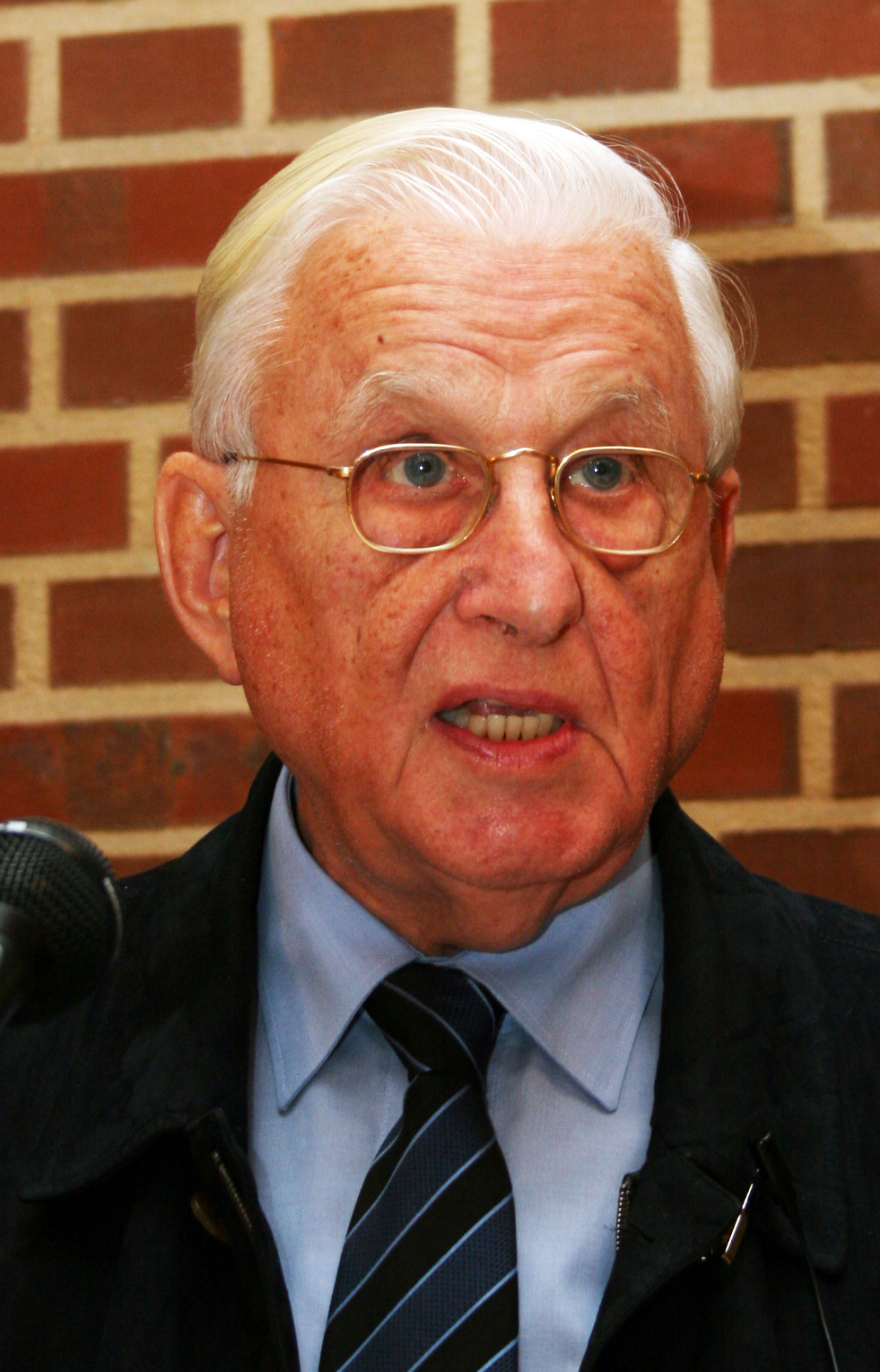
Paul Schladoth

Paul Schladoth (* 22. Januar 1927 in Remscheid-Lennep; † 26. September 2012 in Münster) war ein deutscher katholischer Theologe und Hochschullehrer.

## Leben
Paul Schladoth wurde als Sohn des Postamtmanns Paul Schladoth und dessen Frau Martha, geb. Dinslage, geboren. Nach dem Studium der Pädagogik, Theologie, Philosophie und Psychologie in Münster und Luzern wurde er am 6. August 1952 im Dom zu Münster von Bischof Michael Keller zum Priester geweiht. Danach war Schladoth an mehreren Orten des Bistums als Seelsorger tätig, zunächst als Kaplan in Burgsteinfurt, Münster, Telgte und Ahaus sowie als Religionslehrer am Gymnasium Arnoldinum in Burgsteinfurt. 1955 wurde er Kaplan der Katholischen Studentengemeinde im Collegium Marianum in Münster, später Studienreferendar in Münster und Kaplan am Thomas-Morus-Kolleg. 1957 wurde er Kaplan im St.-Rochus-Hospital in Telgte, später erneut Studienreferendar in Münster und Kaplan im Mutterhaus der Franziskanerinnen von St. Mauritz. 1959 wechselte Schladoth als Studienassessor an das Mädchengymnasium in Ahaus.
1960 wurde Schladoth an der Universität München zum Doktor der Philosophie promoviert. Nach seiner Tätigkeit als Rektor am Ahauser Canisius-Stift war er von 1961 bis 1965 als Studienrat an der Marienschule in Münster tätig und hatte zudem die Leitung des Deutschen Studentenheims inne. 1964 wurde Schladoth Fachleiter für das Lehramt an Gymnasien am Staatlichen Studienseminar in Recklinghausen, das damals dem Gymnasium Petrinum angeschlossen war.
Ab 1966 war Schladoth an verschiedenen Hochschulen in Münster tätig: 1966 wechselte er als Dozent an die Pädagogische Hochschule Münster, wo er 1967 zum Professor für Katholische Theologie und Didaktik berufen wurde. 1971 wurde er zum ordentlichen Professor für Katholische Theologie und Didaktik an der Pädagogischen Hochschule Westfalen-Lippe (Abteilung Münster) berufen; dort nahm er mehrere Jahre lang auch das Amt des Fachbereichsdekans wahr.
Mit der Integration der Pädagogischen Hochschule in die Westfälische Wilhelms-Universität Münster im Jahr 1980 wechselte Schladoth an das Institut für Lehrerausbildung der Katholisch-Theologischen Fakultät Münster. Zum Ende des Wintersemesters 1991/92 wurde Schladoth emeritiert.
Er lebte bis zu seinem Tod in Münster. Am 26. September 2012 starb Paul Schladoth kurz nach seinem Diamantenen Priesterjubiläum im Alter von 85 Jahren.

## Wirken
Schladoth hat sich bis zuletzt vielfältig engagiert, etwa in verschiedenen Gremien des Deutschen Katecheten-Vereins, als Mitglied des Priesterrates der Diözese Münster und des Diözesanforums. Auch nach seiner Emeritierung hielt er Vorlesungen an der Universität Münster sowie zahlreiche Vorträge in der religiösen Erwachsenenbildung und wirkte als Seelsorger in der Kirchengemeinde St. Mauritz in Münster.
Themenschwerpunkt seiner wissenschaftlichen Tätigkeit waren die Glaubensvermittlung und Lehrerausbildung. An der Pädagogischen Hochschule in Münster hat Schladoth die Lehrerausbildung im Bereich der Katholischen Theologie auf- und ausgebaut und war viele Jahre in der Lehrerfortbildung tätig. Schladoth arbeitete an zahlreichen Religionsbüchern mit.
Nach seiner Emeritierung beschäftigte sich Schladoth zudem mit den Veränderungen im Glaubens- und Gottesbild im Alter und legte 2005 das Buch „Glaube im Alter“ vor.
Schladoth war Mitarbeiter am Religionsbuch für die Sekundarstufe I Treffpunkt RU.

## Schriften (Auswahl)
- Glaube im Alter. „Auch wenn ich alt und grau werde, verläßt du mich nicht.“ (Ps 70,9), Aschendorff-Verlag, Münster 2005. ISBN 3-402-05488-4
- Die Selbstbetrachtung als pädagogisches Problem, Inaugural-Dissertation, München 1960
- Im Wandel bleibt der Kern. Reflexionen – Ansätze – Ankerpunkte. Christliche Glaubensvermittlung unter dem Einfluss wechselnder gesellschaftlicher Rahmenbedingungen. Ausgewählte religionspädagogische Beiträge zum 80. Geburtstag von Professor Schladoth. Hrsg. von Michael Fassnacht u. a. Dialog Verlag, Münster 2007. ISBN 978-3-937961-50-7.
- Dimensionen der Glaubensvermittlung. In Gemeinde, Erwachsenenbildung, Schule und Familie. Ausgewählte Beiträge zum 60. Geburtstag von Professor Schladoth. Hrsg. von Bernhard Nacke. Verlag J. Pfeiffer, München 1987. ISBN 3-7904-0502-7
- (zusammen mit Maria Berief) Zum Aufbruch der Frauen in der Kirche. Katholische Frauengemeinschaft Deutschlands (kfd), Münster 1989